# Google Lunar X PRIZE
Google Lunar X PRIZE — премия, которую учредили Фонд X Prize и компания Google. Будет вручена команде, которая сможет создать луноход, удовлетворяющий заданным условиям. Призовой фонд составляет 30 млн долл., который состоит из Первого (Главного) приза в 20 млн долл., Второго приза в 5 млн долл. и нескольких Дополнительных премий на общую сумму 5 млн долл. По условиям конкурса, в случае, если какое-либо государство отправит на Луну луноход, созданный на правительственные деньги (что произошло в 2013 году: Китай успешно отправил на Луну ровер Юйту), размер главного приза уменьшится до 15 млн долл.
Конкурс на получение премии был объявлен 13 сентября 2007 в Санта-Монике (Калифорния, США). В этот же день прошла конференция-презентация проекта в Лос-Анджелесе (США).
Условия конкурса (полная миссия) включает 3 основных задания:
- Мягкая посадка на лунную поверхность
- Передвижение (мобильность) по лунной поверхности (не менее 500 м)
- Передача на Землю изображений и видео в высоком разрешении.

## Цели конкурса
По словам главы и основателя фонда Питера Диамандиса:
«Цель конкурса в том, чтобы стимулировать развитие недорогих методов для автоматизированного исследования космоса. Мы надеемся, что с помощью конкурса будет создана технология, которая действительно начнёт коммерческую революцию, будут созданы новые типы компаний и новые типы космических аппаратов для исследования космического пространства ... что значительно сократит стоимость исследования космоса».
Луна 2.0 (Moon 2.0)

 Луна 2.0, вторая эра лунных исследований, начнётся не ради того, чтобы оставить на спутнике Земли «флаги и следы». На этот раз мы летим на Луну, чтобы остаться на ней. Луна — это наша дверь в Солнечную систему и источник решения некоторых из самых насущных экологических проблем, с которыми мы сталкиваемся на Земле, а именно: истощение энергетических ресурсов и изменение климата. Правительства стран всего мира признают важность исследования Луны, а государственные космические агентства в США, России, Китае, Индии, Японии и Европе планируют отправить на Луну автоматические космические станции уже в ближайшем десятилетии.

Сегодня пределом, достигнутым частными лицами и компаниями, является нимб из телекоммуникационных спутников на геостационарной орбите на расстоянии 38 616 км от поверхности Земли. Проект Google Lunar X PRIZE ставит перед предпринимателями задачу поднять планку в 10 раз и принять участие в этой великой лунной миссии.

## Условия конкурса
В настоящий момент доступны «предварительные условия», которые обсуждаются с участниками, подавшими заявки на участие.
Некоторые положения разъясняются на официальном сайте Конкурса в разделе «Официальные вопросы и ответы».
Полные окончательные условия конкурса будут приняты и опубликованы не позднее чем 1 января 2009. При этом некоторые из деталей Конкурса будут утверждены «не позднее 20 июля 2009 года» (например, состав полезной нагрузки, доставляемой на Луну).
Основные положения Конкурса:
- К участию в Конкурсе допускаются команды из любых стран, без ограничения по расовому, национальному или иному признаку.
- Создание аппарата должно вестись на деньги частных инвесторов. Доля частных и не-правительственных источников должна составлять не менее 90 % от общего объёма финансирования.
- Перед участием в конкурсе любая команда должна подать заявку, пройти регистрацию и уплатить вступительный взнос (около, но не более 10 тыс. долл.)

### Основные задания конкурса
Мягкая посадка
Посадка на лунную поверхность должна быть достаточно мягкой лишь в той степени, чтобы обеспечить достаточное выживание (сохранность) оборудования, необходимого для выполнения последующих заданий конкурса.
Место посадки выбирается командой достаточно произвольно и самостоятельно, но должно быть согласовано с Фондом. Цель этого требования — устранить ненужные риски по отношению к участкам лунной поверхности, важным с исторической или с научной точек зрения.
Аппарат должен доставить на Луну также полезную нагрузку. В полезную нагрузку будет входить «дощечка» («вымпел»), которую изготовит Фонд. Вес полезной нагрузки будет не более 500 грамм.
Точный состав полезной нагрузки определит Фонд X Prize не позднее 20 июля 2009. Аппарат должен пройти по лунной поверхности не менее 500 м. Цель данного требования — продемонстрировать возможность «достаточно свободного перемещения по лунной поверхности в любом достаточно произвольно выбранном направлении». Аппарат должен передать на Землю заранее оговоренный объём информации, куда войдут фото- и видеоизображения, а также объём заранее записанных на Земле данных. Общий объём переданной информации должен быть не менее 500 мегабайт за 2 сеанса связи.

### Дополнительные задания конкурса
Дополнительными достижениями могут быть:
- Премия «Наследие» — за обнаружение и пересылку на землю фото/видео изображений аппаратов, посетивших Луну ранее. Например: Surveyor, Аполлон, Луноход и т. п.
- Водная премия — за обнаружение воды на Луне.
- Премия протяжённости (дальности) — за то, что аппарат переместится по поверхности Луны на расстояние более 5 км.
- Премия выживания (долговечности) — за успешную работу в течение 2-х лунных дней.
- Премия разнообразия (разнородности, несхожести) — команде, которая продемонстрирует наибольшее разнообразие участников команды (национальность, пол, раса и т. д.)

### Призы
Учреждены следующие призы и премии:
- Первый приз (Главный приз) — вручается зарегистрированной Команде, которая первой полностью выполнит все основные задания Конкурса (см. ниже). Размер Главного приза составляет 20 млн долл., и он будет уменьшен до 15 млн долл. в случае, если финансируемая государством миссия успешно исследует лунную поверхность до того момента, когда это сделает частная компания. Такое государственное исследование луны планируется в 2013 году. Приз будет действовать до 31 декабря 2015.
- Второй приз — вручается Команде, которая второй полностью выполнит все основные задания Конкурса. Однако, возможен вариант, что второй приз будет вручен даже раньше Главного приза: по усмотрению организаторов второй приз может быть вручен, если Команда выполнила большинство условий конкурса, но один из пунктов оказался не выполненным, хотя Команда и пыталась его выполнить (например, аппарат совершил мягкую посадку, передал обе передачи на Землю, но из-за технического сбоя не смог проехать 500 м). Размер второго приза составляет 5 млн долл. и будет действовать до 31 декабря 2017.
- Дополнительные премии — будут вручаться за дополнительные достижения сверх установленных обязательных основных заданий. Общий призовой фонд Дополнительных премий — 5 млн долл. (точный размер премии за каждое дополнительное достижение будет утверждён не позднее 20 июля 2009).

## Участники конкурса

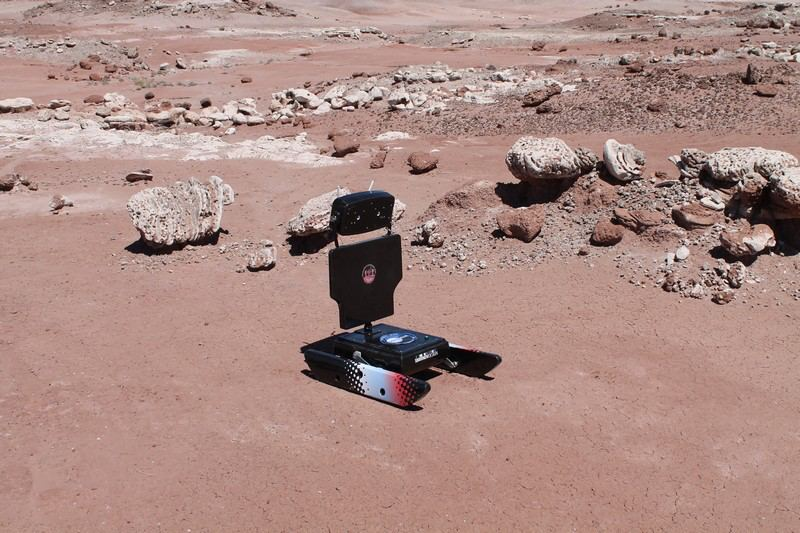
"Селеноход" на испытаниях в пустыне Невада, май 2013 года.

На старте проекта были зарегистрированы 32 команды. Российская команда "Селеноход" под номером 18 сошла с дистанции в 2013 году, когда спонсор прекратил финансирование проекта.  Один из двух созданных прототипов "Селенохода" для наземных испытаний можно увидеть в ракетно-космической экспозиции музея "Дедушкин чердак" в Измайлово.
Список активных участников на момент завершения конкурса в 2016 году.
| Страна               | Команда                        | Название аппарата                                           | Тип аппарата                      | Состояние                                                                    | Ссылка        |
| -------------------- | ------------------------------ | ----------------------------------------------------------- | --------------------------------- | ---------------------------------------------------------------------------- | ------------- |
| США                  | Astrobotic                     | Griffin                                                     | Посадочный модуль                 | В разработке                                                                 | [ 5 ]         |
| США                  | Astrobotic                     | Polaris                                                     | Планетоход                        | В разработке                                                                 | [ 6 ]         |
| Италия               | Team Italia                    | Amalia                                                      | Посадочный модуль + Планетоход    | В разработке                                                                 | [ 7 ]         |
| США                  | Moon Express                   | MoonEx-1                                                    | Посадочный модуль                 | В разработке; в 2017 г. планируется запуск в рамках контракта                | [ 9 ] [ 10 ]  |
| США                  | STELLAR                        | Stellar Eagle                                               | Планетоход                        | В разработке                                                                 | [ 11 ]        |
| Малайзия             | Independence-X                 | ILR-1                                                       | Планетоход                        | В разработке                                                                 | [ 12 ]        |
| США                  | Omega Envoy вместе с AngelicvM |                                                             | Посадочный модуль                 | В разработке                                                                 | [ 14 ]        |
| США                  | Omega Envoy вместе с AngelicvM | Sagan                                                       | Планетоход                        | В разработке                                                                 | [ 14 ]        |
| Международный состав | Synergy Moon                   | Tesla                                                       | Планетоход                        | В разработке; в 2017 г. планируется запуск в рамках контракта                | [ 16 ]        |
| Международный состав | Euroluna                       | ROMIT                                                       |                                   | В разработке                                                                 | [ 17 ]        |
| Япония               | Hakuto                         | пристыковка к посадочному модулю Griffin команды Astrobotic | Посадочный модуль                 | В разработке; в 2017 г. планируется запуск в рамках контракта                | [ 20 ]        |
| Япония               | Hakuto                         | Moonraker и Tetris                                          | Планетоход                        | В разработке; в 2017 г. планируется запуск в рамках контракта                | [ 20 ]        |
| Германия             | Part-Time Scientists           | Asimov Jr.                                                  | Планетоход                        | Audi Lunar Quattro                                                           | [ 21 ]        |
| Израиль              | SpaceIL                        | Beresheet                                                   | Нано-аппарат                      | Запущен 21 февраля 2019 года (уже после окончания конкурса) ракетой Falcon 9 | [ 22 ]        |
| Венгрия              | Puli Space Technologies        |                                                             | Планетоход                        | В разработке                                                                 | [ 23 ]        |
| Бразилия             | SpaceMETA                      | Lumem                                                       | Шарообразный ударный Зонд         | В разработке                                                                 | [ 24 ]        |
| Канада               | Team Plan B                    | Plan B                                                      |                                   | В разработке                                                                 | [ 25 ] [ 26 ] |
| Чили                 | AngelicvM вместе с Omega Envoy | Dandelion                                                   | Планетоход                        | В разработке                                                                 | [ 27 ]        |
| Индия                | Team Indus                     | HHK1                                                        | Посадочный модуль + 2 планетохода | В разработке; в 2017 г. планируется запуск в рамках контракта                | [ 28 ]        |

Регистрация новых участников проекта закончена 31 декабря 2010. В августе 2017 года компания Google Lunar Xprizes объявила о продлении сроков до 31 марта 2018 года. В итоге конкурс закончился без победителя.

## Другие Космические программы Фонда
Конкурс входит в «космическую» часть программ фонда, в которую входят:
- X Prize / Ansari X Prize — Первый проект Фонда: премия $10 млн за суборбитальный полёт, выполненный частной компанией дважды в течение 2 недель на одном корабле многоразового использования. Условия конкурса объявлены 18 мая 1996. Премия была вручена 6 ноября 2004 за полёт на корабле SpaceShipOne.
- X PRIZE Cup — ежегодные соревнования на Кубок X-Prize. О решении проводить соревнования было объявлено в июле 2003. Первые соревнования были проведены в октябре 2005. Однако до «гонок космических кораблей» пока дело не дошло. Сейчас это своеобразная выставка последних достижений частной космонавтики. Во время выставки также проводятся различные конкурсы, например, по созданию посадочного модуля для мягкой посадки на луну[32].
- Northrop Grumman Lunar Lander Challenge — конкурс по разработке лунного посадочного модуля, проводимый в рамках X PRIZE Cup.
- Rocket Racing League — гонки на ракетопланах[33].